# Legin
Legin je priimek v Sloveniji in tujini. Po podatkih Statističnega urada Republike Slovenije ga je na dan 31. decembra 2007 uporabljalo 10 oseb.
- Armando Legin (*1987), podjetnik Invenio...?
- Katja Legin (*1985), plesalka, performerka, koreografka, dramaturginja, pedagoginja, plesna publicistka